# Paradystus
Paradystus – rodzaj chrząszczy z rodziny kózkowatych i podrodziny zgrzypikowych.

## Zasięg występowania
Przedstawiciele tego rodzaju występują w Azji Południowo-Wschodniej oraz na Sri Lance.

## Systematyka
Do Paradystus należą 2 gatunki:
- Paradystus ceylonicus
- Paradystus infrarufus
- Paradystus innotatus
- Paradystus notator.